# Kolarstwo na Światowych Wojskowych Igrzyskach Sportowych 2003
Kolarstwo na Światowych Wojskowych Igrzyskach Sportowych 2003 – zawody kolarskie, które odbywały się we włoskiej Katanii w dniach 5 i 8 grudnia 2003 roku podczas światowych igrzysk wojskowych.
Zawody były równocześnie traktowane jako XVII Wojskowe Mistrzostwa Świata w kolarstwie.

## Harmonogram
| Grudzień 2003 | 4 | 5 | 6 | 7 | 8 | 9 | 10 | 11 |
| ------------- | - | - | - | - | - | - | -- | -- |
| Kolarstwo     |   | 1 |   |   | 1 |   |    |    |

Legenda
|  | Eliminacje |  | Finał (ilość) |

## Uczestnicy
Do zawodów zgłoszonych zostało 111 zawodników reprezentujących 19 kraje. 

- Belgia
- Białoruś
- Chiny
- Czechy
- Francja
- Grecja
- Holandia
- Indie
- Katar
- Kolumbia
- Libia
- Luksemburg
- Polska
- Rosja
- Słowenia
- Słowacja
- Sri Lanka
- Szwecja
- Włochy

## Medaliści
| Konkurencja                            | Złoto                  | Srebro                       | Brąz                      |
| Indywidualna jazda na czas (szczegóły) | Słowacja · Matej Jurco | Białoruś · Kanstancin Siucou | Rosja · Vladimir Efimikim |
| Wyścig ze startu wspólnego (szczegóły) | Czechy · Jan Kunta     | Francja · Eric Macret        | Rosja · Eugeni Popov      |

## Klasyfikacja medalowa
* Gospodarz zawodów został zaznaczony tym kolorem.
| Miejsce           | Reprezentacja     | Złoto | Srebro | Brąz | Razem |
| ----------------- | ----------------- | ----- | ------ | ---- | ----- |
| 1                 | Czechy            | 1     | 0      | 0    | 1     |
| 1                 | Słowacja          | 1     | 0      | 0    | 1     |
| 3                 | Białoruś          | 0     | 1      | 0    | 1     |
| 3                 | Francja           | 0     | 1      | 0    | 1     |
| 5                 | Rosja             | 0     | 0      | 2    | 2     |
| Ogółem (5 państw) | Ogółem (5 państw) | 2     | 2      | 2    | 6     |

Źródło: